# The СкаZки

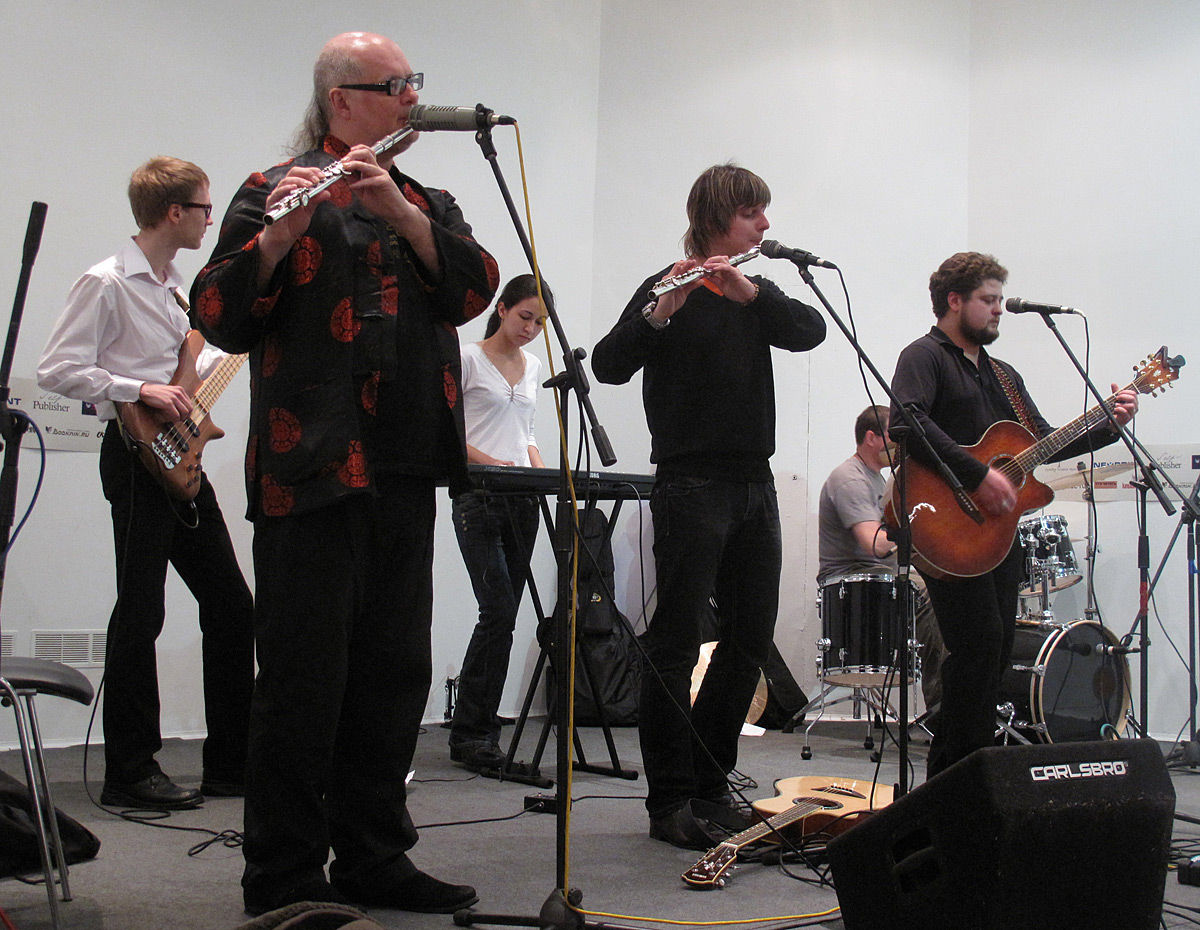
The СкаZки выступают на Фестивале вольных издателей в галерее «На Солянке», 12.02.2010 (на переднем плане: Олег Сакмаров, Сергей Дворецкий, Олег Осадчий)

The СкаZки — российская рок-группа, возникшая в 2003 году в городе Клин Московской области. В ходе обширной концертно-фестивальной программы 2009 года к молодым музыкантам присоединились известные рок-исполнители — флейтист Олег Сакмаров и виолончелист Пётр Акимов, при участии которых был записан первый альбом группы — «ГелиомехаNика» (лейбл «Союз»).
Особенностью репертуара группы, нашедшей отражение и в составе первого альбома, является чередование русско- и англоязычных песен, причём русскоязычный ряд поёт преимущественно Сергей Дворецкий, а англоязычный — Олег Осадчий. По мнению критики,

Хрупко-романтичная, проникновенная манера пения Дворецкого неизбежно вызывает ассоциации с Павлом Кашиным. Жестковатое, немного утрированно-американизированное произношение Осадчим английских слов вкупе с некоторыми мелодическими оборотами его вокальных партий так же недвусмысленно указывает на «западный период» Бориса Гребенщикова.

Тем не менее, отмечает другой критик, несмотря на отчётливо слышимую генеалогию группы, «там есть что-то своё, бесконечно романтичное и беззащитное. И оттого попадающее в цель и потому действительно „сказочное“».

## Состав
- Сергей Дворецкий — вокал, гитара, флейта
- Олег Осадчий — гитары, вокал, губная гармошка
- Алексей Мичугин — ударные, перкуссия
- Олег Сакмаров — флейта, саксофон
- Александр Стемковский — бас
- Лариса Скорюкина — клавишные